# Elman Rustamov
Elman Siraj oglu Rustamov (en azerí: Elman Sirac oğlu Rüstəmov; Jabrayil, 29 de junio de 1952) es expresidente del Banco Central de Azerbaiyán y de la Federación de Ajedrez de Azerbaiyán.

## Biografía
Elman Rustamov nació el 29 de junio de 1952 en Jabrayil. 
En 1973 se graduó con honores de la Facultad de la Planificación de Economía Nacional de la Universidad Estatal Económica de Azerbaiyán. En 1974-1975 sirvió en las Fuerzas Armadas de la Unión Soviética. En 1975 - 1978 completó su doctorado en la Universidad Estatal Económica de Azerbaiyán. En 1986 defendió su tesis científica en el Instituto de Investigación Científica de Economía de Moscú. Durante 1990-1992 continuó su actividad científica en el Instituto de Economía del Comité Estatal de Planificación. En 1993 recibió el título de Doctor en Ciencias Económicas.

## Carrera política
Elman Rustamov comenzó a trabajar en el Instituto de Economía del Comité Estatal de Planificación como economista. En 1991-1992 continuó su actividad en la Administración Presidencial de Azerbaiyán. En 1992 fue Primer Vicepresidente del Consejo de Administración del Banco Nacional de la República de Azerbaiyán. En 1995, por la orden de Heydar Alíyev, Elman Rustamov fue nombrado Presidente del Banco Central de Azerbaiyán. En 2000, 2005, 2010, 2015 y 2020 fue reelegido Presidente del Banco. Desde 2007 es Presidente de la Federación de Ajedrez de Azerbaiyán.

## Premios y títulos
- Orden Shohrat (2012)
- Orden "Por el servicio a la patria" (2019)